# Jean Filiol
Jean Filiol (* 12. Mai 1909 in Bergerac; † 1975 in Mailand) war ein französischer Nationalist. Er war 1935 mit Eugène Deloncle einer der Gründer der rechtsextremen Cagoule.

## Leben
Im Jahr 1937 wurde Jean Filiol verdächtigt, im Auftrag Benito Mussolini an der Ermordung der Brüder Nello und Carlo Rosselli in Bagnoles-de-l'Orne beteiligt gewesen zu sein, woraufhin er nach Italien und dann nach Spanien flüchtete.
Joseph Darnand, Staatssekretär für die Aufrechterhaltung der Ordnung und Chef der Miliz, ließ ihn Anfang 1944 frei und ordnete ihn der Franc-garde der Miliz im Limousin zu, wobei er ihm erneut die Leitung des Geheimdienstes übertrug. Jean Filiol folterte dort drei Monate lang Widerstandskämpfer. Er flüchtete mit Jean de Vaugelas nach Deutschland und beteiligte sich an der Gründung der „weißen Maquis“ zur Rückeroberung Frankreichs.
Jean Filliol, ein Flüchtling im Spanien Francos, wurde in Abwesenheit zum Tode verurteilt.
Für den Historiker Robert O. Paxton ist klar, dass Jean Filiol einer jener Randfiguren der französischen Gesellschaft war, die „Ende der 1930er Jahre von den Geheimfonds Deutschlands und Italiens profitierten“.
Nachdem Francos Spanien 1945 seine Auslieferung verweigerte, wurde Jean Filiol Angestellter und später Manager der kurz nach dem Krieg gegründeten spanischen Tochtergesellschaft von L’Oréal. Er starb eines natürlichen Todes, ohne sich jemals Sorgen gemacht zu haben. Das genaue Datum seines Todes ist unbekannt, er lag jedoch vor dem von General Franco, der Ende 1975 starb.